# Szminka i krew
Szminka i krew – album zespołu Partia wydany 30 maja 2002 roku nakładem wydawnictwa Ars Mundi, zawierający dwa nowe utwory, covery oraz nagrana koncertowe

## Lista utworów
1. „Powietrze”
2. „Nieprzytomna z bólu”
3. „Brand New Cadillac”[4]
4. „I Don't Care”[5]
5. „Das Model”[6]
6. „Karma Chameleon”[7]
7. „Kobiety”
8. „30 dni i 30 nocy”
9. „Światła miasta”
10. „Warszawa i ja”
11. „Reve”
12. „Żoliborz – Mokotów”
13. „Grab the Money and Run”
14. „Kim jesteś?”